# Sergiu Hanca
Sergiu Cătălin Hanca (ur. 4 kwietnia 1992 w Târgu Mureș) – rumuński piłkarz grający na pozycji pomocnika w klubie Petrolul Ploeszti. Występował również w klubach: FC Snagov, Bihor Oradea, ASA Târgu Mureș, Dinamo Bukareszt oraz Cracovia.

## Sukcesy
Klubowe
- Superpuchar Rumunii: 2015 z Târgu Mureș
- Puchar Ligi Rumuńskiej: 2016/17 z Dinamem Bukareszt
- Puchar Polski: 2019/20 z Cracovią
- Superpuchar Polski: 2020 z Cracovią